# أندريه بيريزين
أندريه بيريزين (بالبرتغالية: André Berezin‏) هو مجدف برازيلي، ولد في 28 أبريل 1960 في ساو باولو في البرازيل.

## وصلات خارجية
- أندريه بيريزين على موقع الاتحاد الدولي للتجديف (الإنجليزية)
- أندريه بيريزين على موقع اللجنة الأولمبية الدولية (الإنجليزية)
- أندريه بيريزين على موقع أوليمبيديا (الإنجليزية)